# Andrena infirma
Andrena infirma är en biart som beskrevs av Morawitz 1876. Andrena infirma ingår i släktet sandbin, och familjen grävbin. Inga underarter finns listade i Catalogue of Life.